# Орјен
Орјен је највиша субадриатичка планина динарског орогена. Са 1894 m Зубачки кабао је највиши од укупно шест врхова изнад 1800 m. Као веома кршевита планина, Орјен је безводан, иако прима просјечно 4762 mm падавина годишње и спада у најкишовитије области у Европи. Орјен се састоји од неколико мањих паралелних ланаца који се пружају од сјеверозапада према југоистоку. Између ланаца су дубоки долови као Реовачки до, Дубоки до, Добри до и Убаљски до. Они представљају глацијалне удолине, које поред дужина од неколико километара достижу значајне ширине од 2 km. Рељеф Орјена је изразито глациокарстног карактера, што је матични супстрат веома чистог кречњака, а глацијација је овде била изузетно снажна. Ледена капа је у вријеме глацијала достизала величину од 150 km². Глечери су силазили са свих страна Орјена, а најзначајнији су били глечери према Рисну и Драгаљском пољу, док је један ледник сишао и у Добри до. Сјеверна страна Орјена се зове Бијела гора. Најизразитији је високопланински предио који је прекривен високим буково-јеловим шумама. Лазар Томановић назива ову планину Бијела гора.

## Висока планина
Орјен је највиша планина приморског динарског орогена. Термин је дефинисао њемачки географ Трол.
На Орјену је вегетациони алпински простор формиран на свим већим врховима и гребенима. Солифлувидијалне процесе, као посљедице дневних залеђивања и одлеђивања земљишта, су запажене углавном на сјеверним странама Јастребице, Бугањске греде, Реовачке греде, Пазуе и у Павловачком долу испод Зубачког кабла. Сипари су најмаркантније посљедице тих процеса. Висина планине, која достиже апсолутну вриједност од 1893 m, а релативну од 650 m на хоризонталној даљини од 1 km, такође би одговарала за сврставање Орјена у високе планине.

## Глацијални трагови
Једино што би Орјену одузело то признање је недостатак глечера. Познато је да глечери на Балкану не постоје. Међутим, прије 20.000 година, у периоду леденог доба — Вирма, глечери су постојали. Глечери су обликовали својом великом масом и енергијом планине попут Проклетија, Дурмитора, Пирина, Риле, Прења и Орјена. Велики њемачки географ Пенк (учитељ Јован Цвијић) је 1899. установио да је Орјен за вријеме плеистоцена лежао 700 m изнад сњежне границе. Тако су се развили велики глечери, који су силазили до самог руба Боке которске. Глечери су оставили низ трагова као што су циркови, морене, валови и метаморфне стијене. Глечерски валови формирани су у Реовачком и Добром долу. Имали су дужину од 10 km и завршавали су се великим терминалним моренама. Субрин амфитеатер је по геоморфолошкој еволуцији специфични цирк лавинског типа. Таквих данас има у западним Алпима, Кавказу и Хималајима.
Према истраживању орјенске глацијације, ледена маса је достигла величину од 150 km² и дебљину до 350 m. Дјеловање ледника је најуочљивије у љутом изгледу изразито глацијално обликованог врха Орјена. Некадашњи глечери и данас утичу на екологију Орјена.
Ледено доба је имало још једну велику посљедицу. За више од два милиона година колико је трајало, измијенио се живи свијет. Биљке и животиње, које се нису могле прилагодити тешким условима промјене климе, ишчезле су. Тако живи свијет на Орјену још увијек носи печат добијен у вријеме глацијације. То је разумљиво ако се има у виду да се ледено доба завршило само прије десет и по хиљада година. Задњи глечер се са Орјена повукао прије петнаест хиљада година. Остале су неке биљке које су иначе из арктичких крајева нашле уточиште на највишим врховима. Такви глацијални реликти нађени на Орјену су лат. Druas octopetala (ријетко на Јастребици), лат. Leontopodium alpinum (наведен у литератури), лат. Hieracium villosum, лат. .

## Карст и земљиште

### Карст
Орјен припада рејону са најизраженијим вантропским карстом. Овакав квантитативно и квалитативно развијени карст има »неповољне« особине:
- Прво, данашње суптропске климатске прилике, које владају на Орјену, не дозвољавају могућност формирања дренажних система са мањим и већим водотоцима. Цио водени талог понире и гравитацијском снагом се спушта у дубину до баријерних слојева, јер је комплетна стијенска маса у потпуности карстификована. Посљедица је земљишна аридност предјела.
- Друго је спори и слаби развитак тла. Ако се изузме црвеница, која је фосилног карактера и формирана је пре неколико милиона година, на компактном кречњаку под суптропском климом дубљих земљишта нема. Само кад дође до јачих транслокација попут клизања, нађу се и дубоки слојеви земље. Чисти кречњак са више од 95% CaCO³ као динарски, не дозвољава да резидуални минерали, којих има јако мало, остају као неорганична база у земљишној еволуцији.

### Земљиште
Ако почетни супстрат није компактна стијена, него попут сипара или наноса састављен од изломљеног камена педогенеса, има и попут чистог кречњачког супстрата боље услове. Таквих наноса на Орјену има тамо гдје су били глечери. Моренски наноси не карстификују, а капиларно и адсорпцијарно држе знатне количине воде. Разлог што морене не карстификују је у великој примарној порозности, што условљава да се корозивни процеси који стварају прави карст попут шкрапе, јаме и итд. не могу формирати. Несумњиво су морене најбоље базе педогенске еволуције на карсту.
На Орјену високе шуме расту искључиво на таквим супстратима. Некадашња, додуше боровима пошумљена морена код села Камено спада у овакве локације, али и све остале морене свих 17 орјенских глечера, од којих је само у Врбањском пољу силазило 4. На осталим приморским планинама овакво залеђивање је, поред Орјена, заступљено само на Ловћену, додуше у мањој мјери.
Остало земљиште је јако скелетирано и припада планинским црницама (бухавица, рендцине). Планинске црнице богате су хумусом. Због плиткости, нису повољне за шуме. Лабораторијске анализе орјенског земљишта показале су да земљиште на моренама има ph вриједност од 4.5 (кисјело) до 7 (слабо базично). Добро је снабдјевено азотом и има довољне количине глине. Глина је пресудни фактор хранљивости земљишта. Дубина хоризонта је већа од 1 m, што олакшава да за вријеме љетњих суша вегетација дође до воде.

## Клима и вегетација

### Клима
На данашњи биљни свијет несумњиво највише утичу климатске прилике. Оне се одликују локацијом Орјена у суптропској зони у саставу динарског орогена. Двије чињенице су одлучујуће. Прво, дужина љетње суше и друго, влажне и хладне зиме. По количини падавина Орјен је на првом мјесту у Европи. Љетње суше према статистици трају 2 мјесеца. Зависно од године, трају и више мјесеци, а понекад нису изражене.
| Станица       | Висина () | Тип | Карактер                                                   | Падавине () | Сњежни покривач |
| ------------- | --------- | --- | ---------------------------------------------------------- | ----------- | --------------- |
| Зубачки кабао | 1894      |     | перхумидна медитеранска зона снијега                       | 6250        | 140 дана        |
| Црквице       | 940       |     | (=без љетње суше), перхумидна планинскомедитеранска зона   | 4926        | 70 дана         |
| Рисан         | 0         |     | (=дупли зимски кишни период), перхумидна медитеранска зона | 3500        | 2 дана          |

Зиме су такође критично доба. Оне су у Динаридима често оштре, са пресудном појавом два различита система вјетра. На једној страни, хладна и сува континентална бура, а на другој умјерено-топли и јако влажни југо, који доноси огромне количине падавина са јаким интензитетом. Бура је снажан и слаповит вјетар из сјеверног квадранта. Доноси приморју ниже температуре ваздуха и утиче на формацију вегетације. Зато на динарској обали Јадрана осјетљивија зимзелена вегетација није толико развијена, као што је у Грчкој или Италији. Биљке које су боље адаптиране на периодичне мразеве примјећују се близу мора. Југо је такође снажан вјетар и стиже са медитеранским циклонима.
У хладнијем дијелу године циклони доносе велике количине влаге преласком преко релативно топлог Средоземног мора. При форсираном дизању преко зими хладних Динарида, долази до кондензације и до најобилнијих падавина у Европи.
Сњежни покривач на Бијелој гори траје и више од 140 дана. Велики океанитет условљава доминацију букових шума, које у чистим сатојима доминирају монатни појас. На дубљим земљиштима буква онемогућава другом дрвећу да се насељава. Тек у нешто хладнијим крајевима Бијеле горе успијева и јела. Јела је једини изузетак у смислу да успијева и на јако засјењеним мјестима и има дужи вијек од букве. Јеле достижу старост већу од 300 година, а муникина стабла старија од 500 година нису ријеткост на Орјену. Јако истурени терен даје и муники могућност за опстанак. У нижим зонама субмедитеранске врсте замјењују букву. Те шуме су богатије врстама, али због близине насеља јаче девастиране. Јавор глувачи, бијели и црни граб, цер, македонски храст и друге врсте стварају шуму изнад приобалног појаса. Најљепше шуме су развијене код Кнеж-лаза и у Јасеновом долу.
У приземној флори доминирају термофилне биљке, а нарочито има много врста орхидеја, дивљих лала и шумарица.

### Вегетација
| Зона ()   | Тип                                                                                | Вегетација |
| --------- | ---------------------------------------------------------------------------------- | ---------- |
| 0-400     | Мезомедитеран ME=меридионал (суптропска зона, укључује и супра-медитерански појас) |            |
| 400-1100  | Супрамедитеран SME=Suprameridional                                                 |            |
| 1100-1450 | Оромедитеран NE=неморал (умјерен крај, листопадна зона)                            |            |
| 1450-1700 | Алтромедитеран BO=бореал (крај тајге, четинарска зона)                             |            |
| 1700-1900 | Криомедитеран AL=алпин (крај тундре, зона алпинских травњака)                      |            |

Зонација је редослијед вегетацијских формација које се мијењају на вертикалном и хоризонталним профилу. На Орјену у 4 климазоналним висинским појасима има шест вегетационих формација, које спадају у двије велике еволуционе групе: медитеранску и евросибириску. Вегетационе класе су обиљежене својим латинском именом, а стуб на лијевој страни показује којој климатској зони припадају.
Изнад шуме је алпински рејон који је најистуренији вјетру (бура, југо). Понека муника доспијева и на највише врхове. Алпински простор је еколошки најкритичнији појас. Биљни свијет разним адаптацијама успијева да издржи снажни вјетар, ниске температуре, појачано сунчево зрачење и кратки вегетацијски период.
Компаративне анализе између Велебита, Биокова и Орјена показале су да је Орјен најразличитија приморска планина Динарида. Центар је илирског ендемизма, а неке биљке ограничене су строго на овај масив.
Шумске површине са јелом и буквом насељавају дубоко земљиште на моренама. Изнад густе шуме појединачне групе јеле и мунике се налазе на стрмим стијенама. Јела је нарочито интересантно дрво. Популација на Бијелој гори се неким особинама разликује од осталих динарских популација, сем можда оних на Биокову. У плеистоцену је дошло до хибридизације двеју балканских врста јеле, европске и грчке. Хибридних популација има нарочито у Македонији, Бугарској и Грчкој. Детаљнија истраживања орјенске популације нису рађена. Примјерци јеле су однесени у ботанички институт Бајројт у Њемачкој. Прашуме са јелом остале су дјелимично на Гвозду и дуж гребена од Гумбара до Вељег лета. Нажалост, почетком 1960-их година почела је сјеча шума у Бијелој гори, па су знатне количине девастиране. Остатак, и по естетској вредности и генетичком потенцијалу, треба сачувати.
Највиши дијелови су под снијегом или, ако терен не дозвољава задржавање снијега, издижу се праве алпинске литице са специјализованом вегетацијом. Снијег има позитиван ефекат на вегетацију. Штити од јаких мразева, а дозвољава и ретензију воденог талога у вегетативном периоду. У вријеме снимања, вегетација је већ увелико кренула, док букове шуме олистају нешто касније. Украс прољећа су разне врсте шафрана (лат. Crocus dalmaticus), ливадски процјепак (лат. Scilla litardierei), (лат. Muscari bortruoides), (лат. Eruthronium dens-canis), њежна коцкавица (лат. Fritillaria gracilis), као и разне алпинске врсте које својим разноличјем красе ове предјеле. У суптропским крајевима је разлика између сјеверних и јужних експозиција најјаче изражена.

### Флора
Флора Орјена је истраживана од 1835. године. На почетку, страни истраживачи су највише унаприједили знање о флористичком богатству. Ни 170 година истраживања није било довољно да би се све открило. Неприступачни терен и само екскурзивне посјете нису дале резултате какве пружа детаљно истраживање. Тако се и данас нађу за науку нове врсте, као што је случај са једним примерком перунике. Забиљежене су досад неописане врсте: Acer heldreichii — планински јавор, Saksifraga frederici-augusti, Paeonia mascula — божур, Betula pendula — обична или бела бреза. Велика разноврсност флоре је посљедица положаја између две флорне провинције, илирске и јадранске, и повољних климатских и геоморфолошких прилика. Знатна висина масива омогућава задржавање глацијалних реликата. На другој страни, у нижим и јужним крајевима преживјели су терцијарни реликти, чак и ледено доба. Они су успјели у посебним условима које пружају сиромашна станишта стијена да избјегну снажну конкуренцију »генералиста«. Овакве форме представљају лат. Amphoricarpus neumaueri, лат. , лат. , лат. , лат. , лат. , лат. .

### Галерија
- Камењарка расте на стијенама унутар муникових или чистих јелових шума.
- насељава камењарке.
- Јела и муника су најзначајнији четинари Орјена.
- Орјенска перуника је ендем Орјена.
- Њежна коцкавица.
- Грчки јавор — терцијарни реликт у субалпинским шумама Балкана.
- Орјенска худика — ендемични жбун.
- Планински божур.

## Људи
Са висина врхова Орјена, лакши начин повратка у »цивилизацију« је силазак путем у село Црквице (до два сата хода). Од Црквица почиње асфалтни пут којим се може спуштити у Рисан или продужити за Никшић.
Ово село посједује импозантне материјалне остатке бурне прошлости: ту се некада налазила велика аустроугарска касарна са околним утврђењима. Подигнута је у циљу пацификације овог пограничног, устаничког краја.

## Алпинизам
Зубачки кабао, главни врх масива Орјена и највиша тачка приморских Динарида, добио је квалитетну пјешачку стазу давне 1895. године.
Воде увек има у каптираној капавици — Студенцу, која се налази на око 300 m југозападно од Седла. Одмах испод дома, у истом правцу, налази се Орјенска локва, која такође не пресушује, али је ову воду потребно дезинфиковати.
Реовачка греда, чији је највиши врх Међугорје (1769 m), сматра се уз Субрин (1679 m) амфитеатар, најљепшим дијелом масива. На стази, на половини пута до Реовачког дола, пролази се уз локву Реовац (потребна дезинфекција воде). Локва представља важно мјесто за појење стоке при љетној испаши у доловима. Након кратког дијела кроз букову шуму, стаза се пење преко изразито стрме падине. За четрдесетак минута се стиже до подножја сипара. Ту се налази извор — капавица Студенац, чија се издашност крајем љета значајно смањује. Околина изнад Студенца се истиче суровом љепотом. На овом терену суверено владају мунике, од којих поједини примјерци посебно задивљују својим обликом и димензијама. Многе су успјеле израсти у компактним гигантским стијенама, тешко проходним и алпинистима. Читав успон на Пазуу спада у теже планинарске подухвате, а на појединим мјестима има и одређене елементе алпинизма. Сњежни покривач (који је присутан и већим дијелом маја) сврстава успон на Пазуу у зимски алпинизам.
Пећине и окапине, које могу послужити као заклон за краће вријеме (јер прокишњавају), се у већем броју налазе у подножју главне литице изнад Студенца. Зими су њихови отвори затрпани снијегом који пада са литице.
| Врх               | Висина (m) | Карактер                  | Тежина                                        |
| ----------------- | ---------- | ------------------------- | --------------------------------------------- |
| Зубачки кабао     | 1894       | пењање на стијене         | сјеверна страна тешка, сипар на истоку        |
| Велика Јастребица | 1865       | пјешачка стаза, шетање    | лако                                          |
| Бугања греда      | 1849       | пењање на стијене         | сјеверна страна тешка, висока стијена на југу |
| Високи бријег     | 1833       | пењање на стијене         | сипар на сјеверној страни                     |
| Вучји зуб         | 1805       | компактне стијене         | алпинистичко пењање                           |
| Боровик           | 1777       | алпинистички              | веома широки сипар на сјеверној страни        |
| Међугорје         | 1769       | велика стијена            | алпинистичко пењање                           |
| Голишевац         | 1721       | пењање на стијене         | сипар на сјеверној страни                     |
| Марков кук        | 1721       | просто пењање на стијене  | шетање                                        |
| Пазуа             | 1680       | алпинистичко пењање       | рог                                           |
| Субра             | 1679       | највећа стијена на орјену | 500 стијене                                   |

### Љетње активности
- Планинарење — од априла до септембра.
- Бициклизам — на локалним путевима на Орјену.
- Пливање — у Боки которској.
- Орјенски маратон — са двије трасе: краћа и лакша (полудневна), подесна за слабије планинаре и остале љубитеље природе, и дужа и тежа (цјелодневна), намијењена бољим планинарима.

### Зимске активности
Зими је пут на Орјену углавном непроходан, али постоји могућност за скијање на Орјенском седлу и за лов у Бијелој гори.
- Скијање — на Орјенском седлу, нема лифта.
- Лов